# Tetris 64
Tetris 64 es un videojuego de rompecabezas para Nintendo 64. Fue lanzado solo en inglés en Japón en 1998, y es el único juego de Nintendo 64 que funciona con el accesorio de sensor biológico, incluido en el paquete.

## Sensor biológico

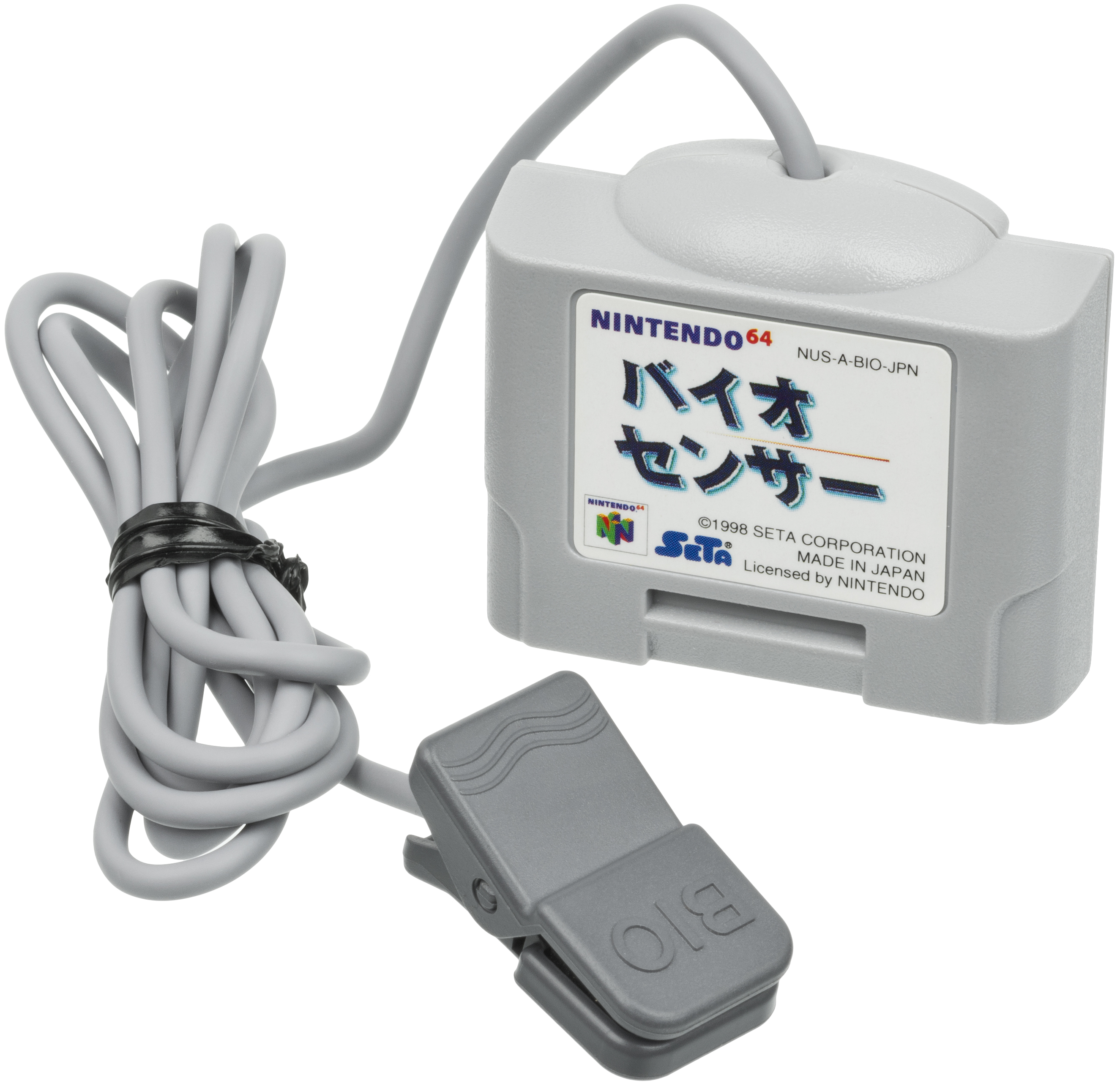
El sensor biológico de Nintendo 64

El sensor biológico es un accesorio de Nintendo 64 producido por SETA y solo estaba disponible en Japón. Se vendió solo o empaquetado con Tetris 64. Un extremo del sensor se conecta al puerto de extensión del controlador de Nintendo 64 y el otro extremo se engancha en la oreja del jugador. El dispositivo mide la frecuencia cardíaca del usuario y ajusta la dificultad del juego en consecuencia.

## Recepción
El juego fue elogiado por su modo multijugador, y en ese momento era el único juego deTetris para Nintendo 64 que permitía el modo para cuatro jugadores. 
El juego fue criticado por sus gráficos deficientes y fondos simples que no podían coincidir con otros juegos de Tetris en el sistema al mismo tiempo, como Magical Tetris Challenge o The New Tetris. Famitsu le dio una puntuación de 27 sobre 40. 